# Pentiment
Pentiment è un videogioco di ruolo narrativo del 2022, sviluppato da Obsidian Entertainment e pubblicato da Xbox Game Studios. Il gioco è stato pubblicato per PC Windows, Xbox One e Xbox Series X/S il 15 novembre 2022. Le versioni per Nintendo Switch, PlayStation 4 e PlayStation 5 sono state distribuite il 22 febbraio 2024. Ha ricevuto recensioni positive dalla critica e ha vinto un Peabody Award nel 2023.
Il titolo dell'opera fa riferimento al pentimento, ovvero al riaffiorare di precedenti versioni di un'opera d'arte poi coperte nella versione finale. Il riaffiorare del passato e la conseguenza delle proprie scelte sul futuro è il tema centrale dell'opera.

## Ambientazione
Il gioco è ambientato nel XVI secolo in Baviera, un'epoca di grandi sconvolgimenti che vide l'inizio della Riforma e lo scoppio della guerra dei contadini tedeschi. La storia si svolge nel fittizio paese alpino di Tassing e nella vicina abbazia benedettina di Kiersau e si svolge nell'arco di 25 anni, facendo vivere al giocatore i cambiamenti sociali, religiosi e culturali dell'epoca.
Lo stile artistico e musicale del gioco richiama l'ambientazione storica. La grafica è un mix di manoscritti tardo medievali e xilografie del periodo di transizione dall'arte tardo medievale a quella moderna, come quelle di Albrecht Dürer, mentre la trama è in parte ispirata dal Il nome della rosa di Umberto Eco.

## Modalità di gioco
Pentiment è un videogioco di ruolo con grafica 2D che prevede la risoluzione di misteri tramite investigazioni e interazioni con gli abitanti di Tassing.
Il giocatore assume il controllo di Andreas Maler, un aspirante artista di Norimberga, che si trova a Tassing per lavorare nello scriptorium dell'abbazia locale quando avviene un misterioso omicidio che sconvolge la comunità. Andreas ha il compito di indagare su alcuni cittadini che sono stati accusati dell'omicidio per vari motivi. Dopo aver raccolto prove concrete e informazioni dagli abitanti del paese, il giocatore deve accusare un individuo in base a chi ritiene abbia commesso il crimine.
Durante le investigazioni, il giocatore entrerà a contatto con vari personaggi, scoprendo il loro passato, il loro stile di vita e la loro concezione del mondo, diversa per attitudine e classe sociale, e stringendo legami umani con alcuni di loro. Le scelte effettuate dal giocatore influenzeranno la vita degli abitanti del villaggio e i rapporti con il protagonista.